# Igreja Matriz de Nossa Senhora da Piedade (Campo Largo)

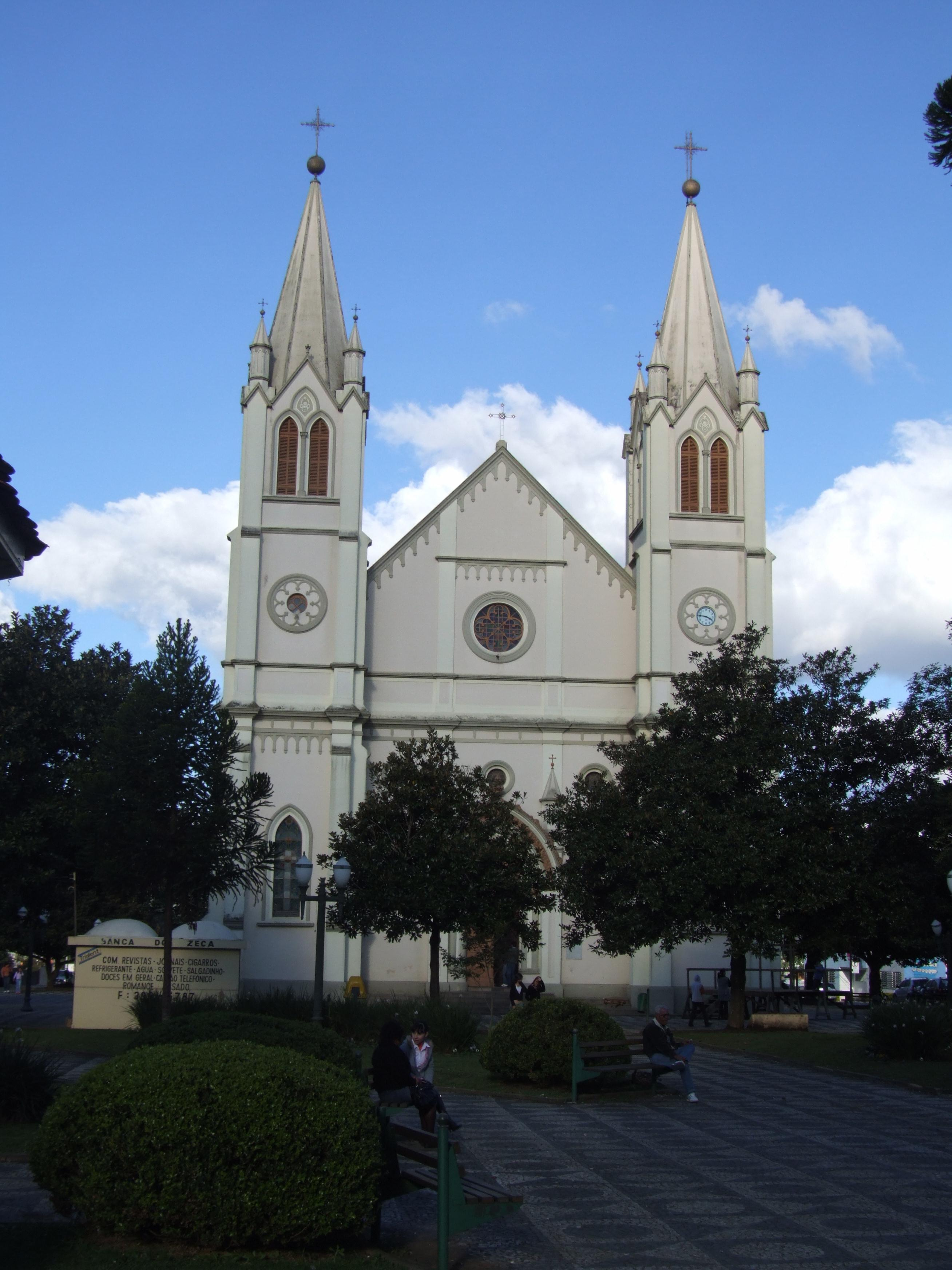
Igreja Matriz de Nossa Senhora da Piedade, na Praça Floriano Peixoto

A Igreja Matriz da Paróquia Nossa Senhora da Piedade de Campo Largo é uma igreja localizada na praça central do município de Campo Largo, no estado do Paraná. É paróquia desde 1841, e é a quarta paróquia mais antiga da Arquidiocese de Curitiba.